# Changtang (köpinghuvudort i Kina, Zhejiang Sheng, lat 29,96, long 120,79)
Changtang (kinesiska: 长塘, 长塘镇) är en köpinghuvudort i Kina. Den ligger i provinsen Zhejiang, i den östra delen av landet, omkring 68 kilometer sydost om provinshuvudstaden Hangzhou. Antalet invånare är 12 191. Befolkningen består av 6 231 kvinnor och 5 960 män. Barn under 15 år utgör 12,0 %, vuxna 15-64 år 74 %, och äldre över 65 år 13,0 %.
Runt Changtang är det tätbefolkat, med 790 invånare per kvadratkilometer. Närmaste större samhälle är Shangyu, 10,2 km nordost om Changtang. Trakten runt Changtang består till största delen av jordbruksmark.
Genomsnittlig årsnederbörd är 2 022 millimeter. Den regnigaste månaden är juni, med i genomsnitt 356 mm nederbörd, och den torraste är januari, med 72 mm nederbörd.